# Kaskadenkette
Die Kaskadenkette oder das Kaskadengebirge (englisch Cascade Range oder Cascades) ist ein Gebirgszug vulkanischen Ursprungs, der parallel zur Westküste Nordamerikas verläuft. Er gehört zum Pazifischen Feuerring.

## Geographie

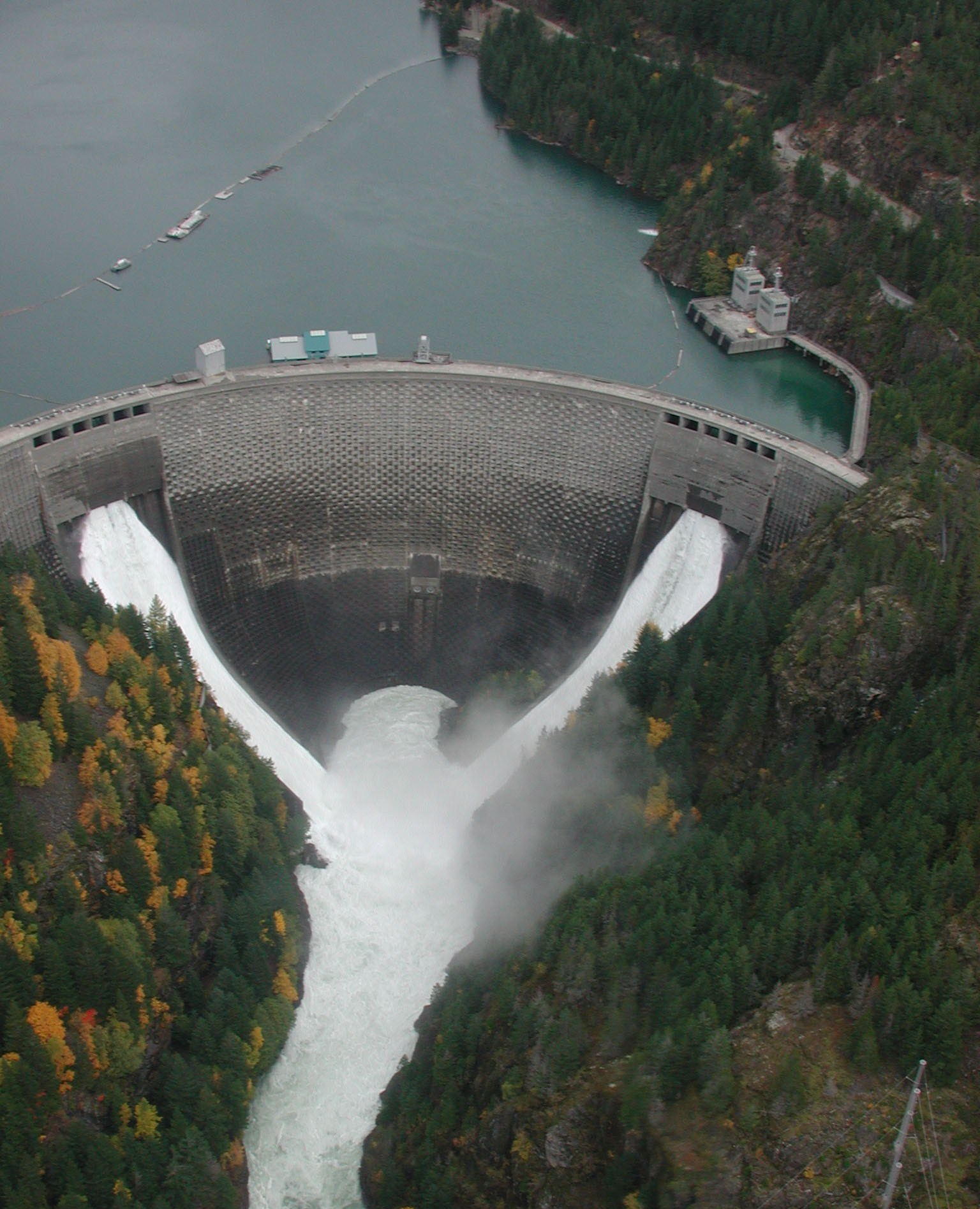
Ross Dam, eine Staumauer am Skagit River

Die Kaskadenkette ist eine rund 1000 Kilometer ausgedehnte Gebirgskette, die sich von British Columbia im Norden bis Kalifornien im Süden erstreckt. Als südliches Ende der Kette hat das U.S. Geographic Board 1933 das Tal südlich des Lassen Peak definiert, das sie gegenüber der Sierra Nevada abgrenzt. Die nördliche Begrenzung ist nicht einheitlich, weil die geographische Bezeichnung der Bergkette von der geologischen Definition der Kaskaden-Vulkane abweicht. 
Das Geographic Names Information System der United States Geological Survey benennt den Mount Meager als Nordgrenze, womit die Kaskadenkette rund 150 km nach Kanada reichen würde und fast alle Kaskaden-Vulkane einschließt. Unter Bergsteigern und in Reiseführern ist eine Abgrenzung am Fraser River bzw. der Übergang zum Thompson Plateau verbreitet. In manchen Quellen werden nördlich des Fraser River auch Teile der Coast Mountains mit dem Vulkan Mount Garibaldi noch zum Kaskadengebirge gezählt. In kanadischen Karten wird der Teil der Kaskadenkette in British Columbia auch als Cascade Mountains bezeichnet.
Im US-Bundesstaat Washington wird die Kaskadenkette in drei Bergketten unterteilt: die stark vergletscherten Nordkaskaden mit dem Mount Baker und dem North-Cascades-Nationalpark, die Central Cascades und die Südkaskaden mit dem Mount Adams, dem Mount Rainier und dem Mount St. Helens. Diese Einteilung ist jedoch nicht allgemein gebräuchlich, vielfach werden einzelne markante Gipfel wie der Mount Baker, kleinere Bergketten oder einzelne Pässe oder Flüsse zur Benennung einer Region verwendet. Die Nordkaskaden sind weniger vulkanisch geprägt als die sich südlich anschließenden Südkaskaden oder die High Cascades in Oregon und ähneln vom Landschaftsbild eher den Coast Mountains in British Columbia.
Südlich des Columbia River verläuft die Kaskadenkette parallel zur Oregon Coast Range. Das Kaskadengebirge in Oregon besteht selbst aus zwei in nord-südlicher Richtung verlaufenden Gebirgszügen, aus den breiteren, älteren, stärker erodierten und bis fast 1800 Meter hohen Westlichen Kaskaden und den dominierenden, schneebedeckten Gipfeln der jüngeren, weiter östlich gelegenen High Cascades, zu denen Mount Hood, Mount Jefferson und die Three Sisters gehören.
Die Kaskadenkette setzt sich bis nach Nordkalifornien fort und endet südlich des Lassen Peak am Kalifornischen Längstal.
Der höchste Kaskadengipfel ist der Mount Rainier bei Seattle mit 4.392 Metern. In der niederschlagsreichen Kaskadenkette entspringen hunderte von Bächen und Flüssen, darunter an der Westseite der Skagit River und der Willamette River und auf der Ostseite der Yakima River und der Deschutes River. Der Columbia River ist der einzige Fluss, der den Gebirgszug durchbricht und ihn in die Kaskadenkette in Washington und in die Kaskadenkette Oregons unterteilt. Zahlreiche Bäche und Flüsse werden zur Stromerzeugung, zur Trinkwasserversorgung oder zur künstlichen Bewässerung aufgestaut. Der größte natürliche See in der Kaskadenkette ist der Lake Chelan.

### Wichtige Gipfel
(Liste von Norden nach Süden)
Washington:

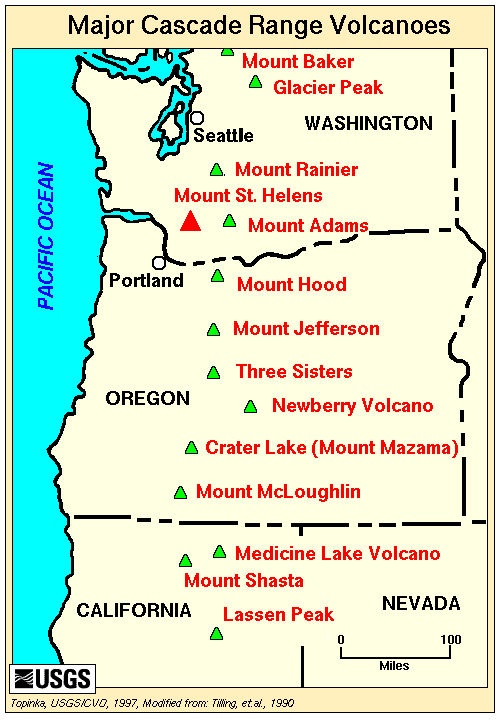
Die wichtigsten Vulkane im Kaskadengebirge

- Mount Baker, höchster Gipfel in Nord-Washington
- Dome Peak
- Glacier Peak
- Mount Rainier, höchster Gipfel der Kaskaden
- Mount St. Helens, ausgebrochen im Jahre 1980
- Mount Adams, zweithöchster Gipfel in Washington

Weitere nicht-vulkanische Gipfel
- Liberty Bell Mountain
- Mount Stuart
- Mount Shuksan

Oregon:
- Mount Hood, höchster Gipfel in Oregon und der meistbestiegene Vulkan des Kaskadengebirges
- Mount Jefferson, zweithöchster Gipfel in Oregon
- Three Fingered Jack
- Mount Washington
- Three Sisters
- Broken Top
- Newberry Volcano
- Mount Bachelor
- Mount Bailey
- Mount Thielsen
- Mount Mazama (Crater-Lake-Nationalpark)
- Mount McLoughlin

Kalifornien:
- Medicine Lake Volcano
- Mount Shasta
- Lassen Peak

### Schutzgebiete
Ein Großteil des Gebiets der Kaskadenkette in den USA gehört zu Nationalforsten wie dem Mount Hood National Forest. Folgende Nationalparks und National Monuments liegen in der Kaskadenkette (von Nord nach Süd):
- North-Cascades-Nationalpark
- Mount-Rainier-Nationalpark
- Mount St. Helens National Volcanic Monument
- Newberry National Volcanic Monument
- Crater-Lake-Nationalpark
- Cascade-Siskiyou National Monument
- Lava Beds National Monument
- Lassen-Volcanic-Nationalpark

## Geologie

Vulkanismus und Plattentektonik in der Kaskadenkette

Die Kaskadenkette entstand, als vor 70 Millionen Jahren die Nordamerikanische mit der Pazifischen Platte kollidierte. In der Subduktionszone hoben sich mehrere Hochgebirge in Nord-Süd-Richtung empor, darunter die Kaskadenkette.
Vor allem in Oregon besteht die Kaskadenkette aus zwei parallel verlaufenden Bergketten unterschiedlichen Alters. Die ältere, steil abfallende und dicht bewaldete westliche Kaskadenkette enthält die erodierten Reste von 40 bis 7 Millionen Jahre alten Vulkanen. Diese westliche Kaskadenkette entstand in drei Phasen:
1. Vor 30 bis 40 Millionen Jahren entstanden die westlichen Kaskaden als eine Reihe von Vulkanen.
2. Vor 15 bis 30 Millionen Jahren stießen die Vulkane große Mengen Asche aus. Die vorherrschenden Winde bliesen diese nach Osten, und formten in Oregon die Painted Hills, einen Teil der John Day Fossil Beds.
3. Die letzte vulkanische Aktivität der westlichen Kaskadenkette vor 7 bis 9 Millionen Jahren produzierte Basalt und Andesit. Zur selben Zeit begannen die westlichen Kaskaden sich langsam aufzufalten, während Erosion sie wieder abtrug.

Die letzten vulkanischen Aktivitäten entstanden durch die Subduktion der Juan-de-Fuca-Platte gegen die Nordamerikanische Platte. Diese Subduktion führt auch zur Entstehung der östlich gelegenen, von British Columbia bis Nordkalifornien verlaufenden High Cascades in ebenfalls drei Phasen:
1. Vor 2 bis 7 Millionen Jahren bauten Eruptionen niedrige Schildvulkane aus Basalt auf, die heute die Mittellinie der Kaskadenkette bilden. Dieser heute stark erodierte, ältere Sockel besteht aus Granit, Schiefer und tertiären Schichten.
2. Vor etwa zwei Millionen Jahren entstand durch Faltung ein Graben, der so genannte High Cascades Graben entlang des Hauptkamms der Kaskaden. Der Graben wurde durch Basalteruptionen verfüllt.
3. Vor etwa einer Million Jahren begannen verstärkte vulkanische Aktivitäten, die zu einer Reihe von teils heute noch aktiven Vulkanen führten. Diese vereinzelt stehenden, dem bisherigen Gebirge aufgesetzten Vulkane überragen die Bergkette teils deutlich. Die Vulkane sind meist Schichtvulkane und bestehen aus Basalt-, Dazit- oder Andesitlava.

Die Vulkane wurden schon während ihres Wachstums durch Vergletscherung abgetragen. Die ältesten Vulkane der High Cascades sind am meisten durch Gletscher erodiert. Einige wie Three Fingered Jack und Mount Washington wurden durch Erosion bis auf die harten Schlote bzw. Lavapfropfen weitgehend abgetragen. Die aktiveren Vulkane wie der Mount Rainier, Mount Adams, Mount Hood, Mount Jefferson und South Sister behielten trotz Vergletscherung durch mehrere Eruptionen ihre vulkanische Form. Ironischerweise ist einer der ältesten Vulkane der High Cascades, der 1,4 Millionen Jahre alte Black Butte westlich von Sisters, wenig durch Gletscher erodiert, da er im Regen- und Schneeschatten der Kaskadenkette liegt und sich deshalb wenig Schnee und Eis auf ihm ablagern und ansammeln konnte.
Viele der Vulkane gelten als noch nicht erloschen und können, wie der Mount Hood oder der Mount Rainier, erneut ausbrechen. Die Vulkane fördern überwiegend gasreiche, saure und damit zähe Laven (Andesit, Rhyolith oder Dazit), was zu explosiven Ausbrüchen und zu pyroklastischen Strömen führt. Der letzte und bekannteste Vulkanausbruch war der Ausbruch des Mount St. Helens 1980.

## Klima
Das maritime Klima des pazifischen Nordwestens bestimmt auch das Klima in der Kaskadenkette. Vom Pazifik kommt durch westliche Winde feuchte und kühle Luft ins Landesinnere, die an den Bergen aufsteigen muss und sich als Steigungsregen abregnet. Auf der Westseite der Kaskadenkette reicht der jährliche Niederschlag von 1500 bis 2500 mm, in einigen von Ost nach West verlaufenden Tälern werden bis zu 3500 mm Niederschlag erreicht.
Auf der Westseite der Kaskadenkette in Oregon fällt fast die Hälfte des Niederschlags im Winter und je etwa ein Viertel im Frühjahr und im Herbst und nur sehr wenig während der Sommermonate. Im Winter fällt der Niederschlag als Schnee, in tieferen Lagen fallen jährlich etwa ein bis zwei Meter Neuschnee, in Lagen zwischen 1200 und 1600 m etwa 10 bis 15 m jährlich. Der Mount Baker und der Mount Rainier gehören mit zu den Regionen mit dem höchsten Schneefall in den Vereinigten Staaten, der Rekordschneefall am Mount Rainier betrug über 28 m Neuschnee im Winter 1971/72. Auch am Crater Lake wurden schon über 22 m Neuschnee gemessen. Durch diese Schneemengen sind die Berge oberhalb von 2400 m ganzjährig mit Schnee und Eis bedeckt. In dieser Höhe fällt Neuschnee schon im September, ab Ende Oktober sinkt die Schneefallgrenze auf 900 m und im Winter auf 450 bis 600 m. Obwohl der Schneefall bis in den späten Frühling andauert, werden die höchsten Schneehöhen Anfang März erreicht. Ende Juni oder Anfang Juli können Regionen über 1500 m noch mit Schnee bedeckt sein. Im Regenschatten der Berge sinken die jährlichen Niederschläge auf der Ostseite der Kaskadenkette von 2330 mm am 1206 m hohen Stampede Pass bis auf 550 mm im 585 m hoch gelegenen Cle Elum. Die jahreszeitlichen Unterschiede im Niederschlagsfall sind nicht so ausgeprägt wie auf der Westseite. Der jährliche Schneefall reicht von etwa 10 m auf den Gipfeln bis auf etwa 2 Meter auf 600 m Höhe.
Die Durchschnittstemperaturen im Januar betragen 4 °C in tieferen Lagen bis −1 °C in 1600 m Höhe. Als Tiefstwerte werden in Tälern bis zu −34 °C erreicht. Im Juli liegen die Durchschnittstemperaturen zwischen 21 °C und 29 °C, in den tieferen Lagen in Oregon werden an bis zu 20 Tagen im Sommer Werte von 32 °C und Höchstwerte von bis zu 40 °C erreicht. Kühlere Bergwinde ab dem Nachmittag führen nach Sonnenuntergang zu einem raschen Temperaturrückgang.

## Flora und Fauna

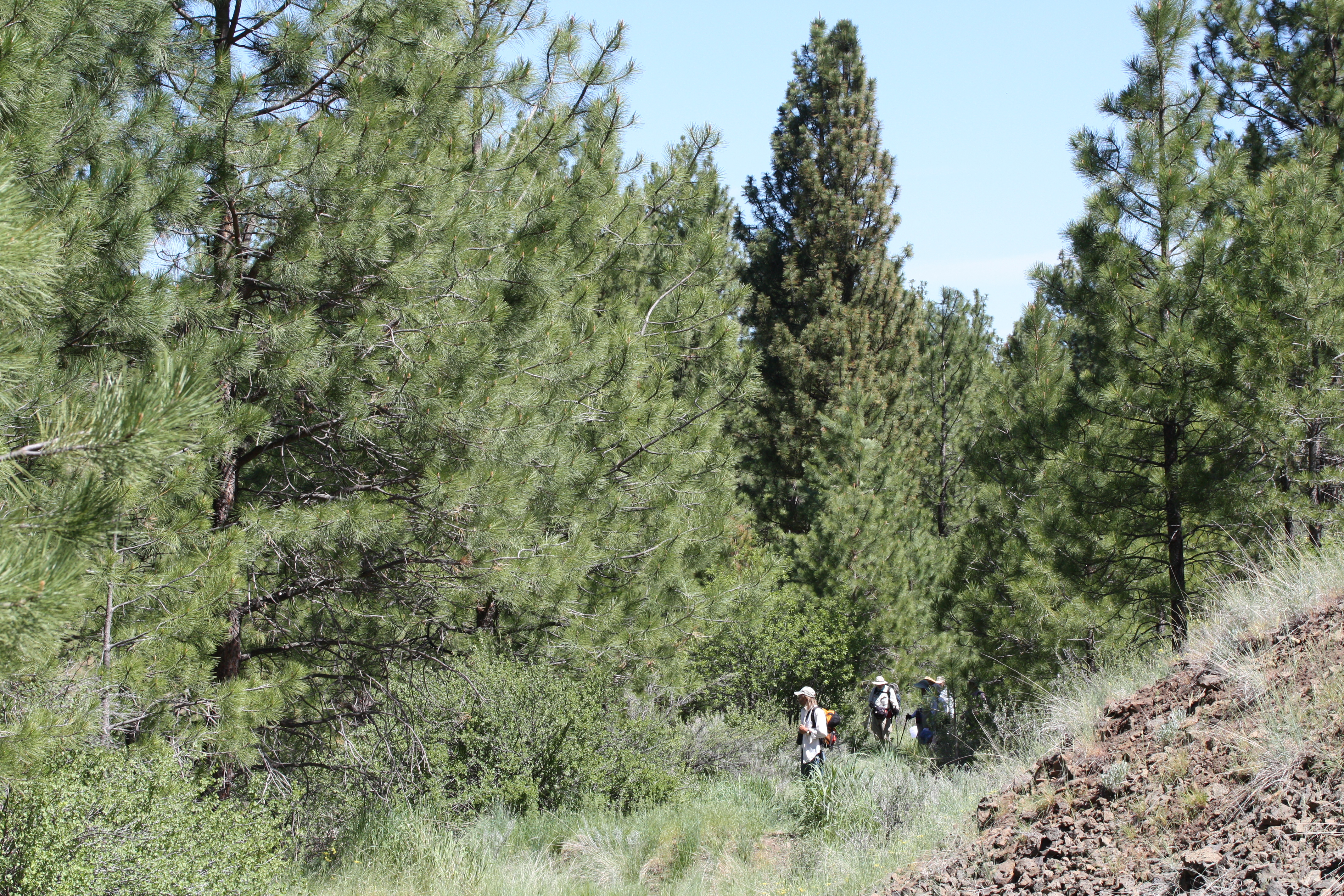
Gelbkiefernwald auf der Ostseite der Kaskadenkette

### Westliche Vegetationsstufen
Die niederschlagsreiche Westseite der Kaskadenkette ist mit einem dichten Nadelwald bedeckt, der in drei aufeinanderfolgende Vegetationszonen unterteilt werden kann:
- Die niedrigste Vegetationsstufe bildet die bis in Höhen von etwa 900 m reichende Western Hemlock Zone, ein dichter Nadelwald mit Douglasien, Riesenlebensbäumen und Westamerikanischen Hemlocktannen. In trockeneren Lagen kann diese Zone auch bis auf eine Höhe von 1500 m reichen. Diese Vegetationszone hat einen dichten Unterwuchs aus Farnen und Sträuchern wie Gewöhnliche Mahonie, Rhododendron, Bärentrauben, Prachthimbeeren sowie Farne wie Rippen- und Adlerfarn. Als Pionierbäume nach Waldbränden oder in Lawinenschneisen wachsen Westliche Balsam-Pappeln, Oregon-Ahorn oder Rot-Erlen.

- In kühleren, höheren Lagen bis etwa 1500 m geht der Nadelwald in die Mountain-Hemlock-Zone über mit einem aufgelockerten, subalpinen Wald aus Purpur-Tannen und Berg-Hemlocktannen, in trockeneren höheren Lagen kommen auch noch Nootka-Scheinzypressen vor.

- Als letzte Vegetationszone folgt die Subalpine-Fir-Zone, eine aufgelockerte Parklandschaft mit blumenreichen Bergwiesen, die bis zur Baumgrenze reicht. Vorherrschende Bäume sind Balsam-Tannen, daneben Engelmann-Fichten, Weißstämmige Kiefern, Nootka-Scheinzypressen und Purpur-Tannen.

### Östliche Vegetationsstufen
Auf der niederschlagsärmeren Ostseite der Kaskadenkette dominiert ein lichter Wald aus Gelbkiefern und Küsten-Kiefern. In höheren, feuchteren Lagen kommen Douglasien, Westamerikanische Hemlocktannen und Felsengebirgs-Tannen hinzu, in tieferen, trockenen Lagen Westamerikanischer Wacholder. Im südwestlichen Oregon und im nördlichen Kalifornien kommen Kolorado-Tannen und Prachttannen hinzu, die schon in andere Ökozonen überleiten.
Oberhalb der Baumgrenze liegt die Alpine Vegetationszone mit Matten- und Kissenpflanzen.

### Fauna
Die Tierwelt besteht aus der für westamerikanische Nadelwälder üblichen Artengemeinschaft. Zu den Säugetierarten gehören Streifenhörnchen, Goldmantel-Ziesel, und Douglas-Hörnchen. Größere Säuger sind Wapitis, Maultierhirsche, Rotluchse, Pumas, Schwarz- oder Grizzlybären. Im alpinen Bereich leben in den nördlichen Kaskaden Eisgraue Murmeltiere und Schneeziegen, in den südlicheren Kaskaden Gelbbauchmurmeltiere. Im Kaskadengebirge leben mehr als 200 verschiedene Vogelarten.

## Geschichte

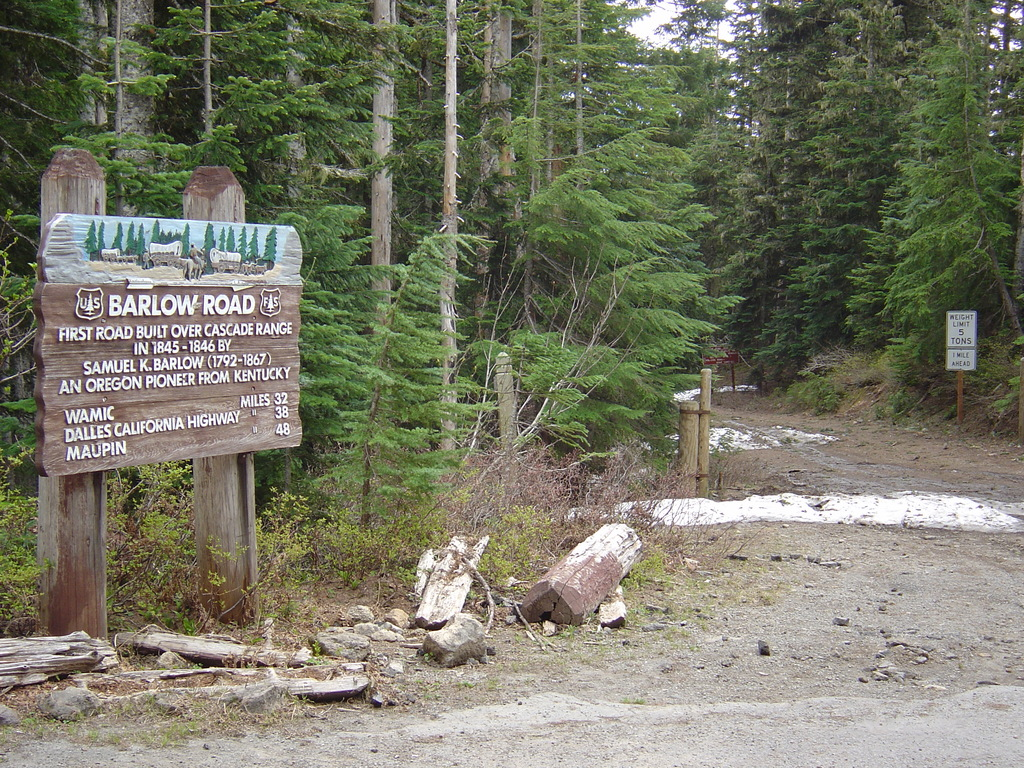
Hinweistafel auf die Barlow Road am Mount Hood

Indianer lebten auf dem Gebiet der Kaskaden seit Tausenden von Jahren und entwickelten Mythen und Legende über die Berge. Nach einigen dieser Geschichten dienten Mount Baker, Mount Jefferson und Mount Shasta als Zuflucht bei einer großen Flut. Andere Geschichten, wie die von der Bridge of Gods machten aus den hohen Kaskaden gottgleiche Anführer, die Krieg führten, indem sie sich mit Feuer und Steinen bewarfen. Mount St. Helens, mit seinem vor dem Ausbruch 1980 anmutigen Aussehen, galt als junge Schönheit, um die Mount Hood und Mount Adams kämpften.
Die erste Bezeichnung der Kaskadenkette stammt von dem spanischen Seefahrer Manuel Quimper, der das Gebirge 1790 als Sierra Nevada de San Antonio in seinen Aufzeichnungen erwähnte.
Im Frühjahr 1792 segelte George Vancouver den Puget Sound hinab und gab den Bergen ihre heutigen englischen Namen. Die Bergkette selbst bezeichnete er allerdings nur als „östliche Schneekette“. 1805 durchquerte die Lewis-und-Clark-Expedition die Kaskaden auf dem Columbia River, die Expedition und die ihr folgenden Siedler trafen als letztes Hindernis auf die Cascades Rapids in der Columbia-River-Schlucht, einem Gebiet mit Wasserfällen, das heute unter dem Stausee des Bonneville-Staudamms liegt. Binnen kurzer Zeit wurden die Gipfel, die sich über den Fällen erhoben, als mountains by the cascades (dt. ‚Berge bei den Wasserfällen‘) bezeichnet, woraus später die Kurzform the Cascades wurde (die erste belegte Verwendung dieses Namens findet sich 1826 in den Aufzeichnungen des Botanikers David Douglas). Die Wilkes-Expedition nannte die Berge 1841 Cascade Range, auf militärischen Berichten wurden die Berge als Cascade Mountains bezeichnet. 1845 wurde mit der Barlow-Road südlich des Mount Hood der erste Landweg durch die Kaskaden erschlossen.